# Binary Offset Carrier
Binary Offset Carrier (BOC) ist ein spezielles Kodierungsverfahren zur Frequenzspreizung mit Anwendungsbereichen in der digitalen Nachrichtentechnik beim so genannten Codemultiplex. Dabei werden mehrere zu übertragene Nutzdatenfolgen durch unterschiedliche pseudozufällige Codefolgen (PRN) unterschieden. BOC stellt eine spezielle Form von digitaler Modulationstechnik dar, die auch noch Teil von aktuellen Forschungsarbeiten ist.

## Motivation
Herkömmliche CDMA-Verfahren modulieren die Chips, wie die einzelnen diskreten Zustandswerte am Ausgang eines pseudozufälligen Datengenerators (PRN) bezeichnet werden, in den meisten Anwendungen mittels analoger Phasenumtastung des HF-Trägersignals (BPSK) zur Datenübertragung, wie es ein Funkkanal sein kann. Bei BOC wird zusätzlich zwischen den Chips des PRN und der analogen Modulation des HF-Trägersignals eine weitere, diskrete Verknüpfung eingefügt, die je nach den Parametern des BOC-Verfahren zu einer zusätzlichen Bandspreizung führt.
Ziel ist dabei, die gegenseitige Störung unterschiedlicher Codes zu minimieren, die im Rahmen von unterschiedlichen Codemultiplexverfahren in einem gemeinsam genutzten Medium wie einem Funkkanal verwendet werden. Dies ist vor allem dann von Bedeutung, wenn mittels Codemultiplexverfahren unterschiedliche Codeklassen aufeinandertreffen und die gegenseitigen Störungen dieser unterschiedlichen Codeklassen minimal sein sollen. Als Beispiel ermöglicht BOC eine höhere gegenseitige Störfestigkeit bei gleichzeitiger Verwendung von speziellen PRN-Generatoren wie Gold-Folgen mit unterschiedlichen Generatorpolynomen.
BOC verändert dabei nicht die den jeweiligen PRN-Generatoren zugrundeliegenden Eigenschaften, wie beispielsweise die jeweiligen Generatorpolynome, Startwerte oder Codephasenverschiebungen. BOC stellt quasi eine Art „Zwischenschicht“ zwischen verschiedenen Codegeneratoren zum Zwecke des verbesserten Codemultiplex über verschiedene Codeklassen dar.

## Verfahren
Zur Darstellung der Funktion von BOC und dessen Parametern wird am einfachsten von der so genannten Chip-Rate ausgegangen. Diese Rate gibt die Anzahl der Chips an, die der PRN-Generator pro Sekunde liefert. Von dieser Chip-Rate wird die Grundfrequenz f0 des BOC-Systeme abgeleitet. Der Faktor, um den die Grundfrequenz f0 niedriger als die Chip-Rate ist, wird in der Literatur meist als m bezeichnet:
{\displaystyle f_{0}={\frac {\text{Chip-Rate}}{m}}}
Der binäre Unterträger, engl. Binary Offset Carrier, wovon sich auch der Name dieses Verfahren ableitet, stellt eine binäre Folge {1, −1} mit einer fixen Frequenz fs dar. Diese Frequenz ist ein Vielfaches der Grundfrequenz f0; der Faktor dazwischen wird in der Literatur meist mit n bezeichnet:
{\displaystyle f_{s}=n\cdot f_{0}}
Das Ausgangssignal wird durch eine logische XOR-Verknüpfung des Zwischenträgers mit der Chip-Folge gebildet. Aus den oben dargestellten Faktoren n und m leitet sich die Klassifizierung des BOC-Verfahren ab; dies wird in der Literatur meist in der Form BOC(n,m) geschrieben. n und m können beliebige reelle Werte größer gleich 1 sein.
Im Spektralbereich können die beiden Parameter n und m gleichwertig und etwas anschaulicher interpretiert werden:
- Der Parameter n gibt an, um welchen Faktor, multipliziert mit der Chip-Rate, die Mittenfrequenz des Sendespektrums versetzt ist. Ist n beispielsweise 1 und beträgt die Chip-Rate 1 MChip pro Sekunde, so ist das Sendespektrum der Codefolge spektral um 1 MHz versetzt. Dabei treten beide Seitenbänder auf, d. h. das BOC-Spektrum ist um die Trägermittenfrequenz symmetrisch gespiegelt. Dieser spektrale Versatz ermöglicht mittels Frequenzmultiplex mehrere, unterschiedliche Codes auf der gleichen Sendefrequenz mittels BOC unterzubringen.

- Der Parameter m gibt an, um welchen Faktor das Sendespektrum der Ausgangsfolge aufgeweitet wird. Ist m gleich 1, wird das Spektrum der BOC-Folge nicht geweitet, ist m gleich 5, wird das Sendespektrum 5-mal so breit wie die ursprüngliche Codefolge. Dieser Faktor stellt somit zusätzlich zur Chipfolge eine weitere Bandspreizung und spektrale Aufweitung dar. Durch die zusätzliche Spreizung wird der Codemultiplex unterschiedlicher Codefolgen erleichtert, die im Coderaum nicht unbedingt orthogonal zueinander stehen müssen, das heißt mit minimaler Kreuzkorrelation der Codefolgen untereinander. Ohne BOC als Art Codierungszwischenschicht würden die PRN-Codes daher eine stärkere gegenseitige Störung aufweisen.

Beispiele
- BOC(1, 1) als einfachste Form bedeutet, dass die Grundfrequenz des Zwischenträgers gleich der Chip-Coderate ist. Pro Periodendauer des Zwischenträgers wird genau ein Chip übertragen. Anschaulich bedeutet dies, dass in der zeitlichen Abfolge jeder Chip eine Invertierung in der Hälfte der Übertragungszeit erfährt. Durch diese zusätzliche Invertierung wird die Bitrate am Ausgang des BOC verdoppelt und somit ein spektraler Versatz um die Mittelfrequenz, ähnlich wie bei der Manchestercodierung, erreicht. Das Spektrum der BOC-Folge am Ausgang ist dabei nur um die Chiprate am Eingang spektral versetzt, aber nicht zusätzlich aufgeweitet.
- BOC(5, 3): Die Grundfrequenz dieses System beträgt 1/3 der Chip-Rate. Es werden pro Periodendauer der Grundfrequenz f0 genau 3 Chip-Bits übertragen. Die Trägerfrequenz, mit der die PRN-Chipfolge XOR-verknüpft wird, ist genau ein 5-faches der Grundfrequenz. Durch die nicht ganzzahlige Teilbarkeit von 5 zu 3 ergeben sich bei Chip-Änderungen innerhalb der Periode der Grundfrequenz spektrale Frequenzvielfache, welche die komplexe Bandspreizung verursachen. Das Spektrum der BOC-Folge am Ausgang ist dabei um die 5-fache Chiprate symmetrisch um die Mittenfrequenz versetzt und spektral 3-mal so stark aufgeweitet wie es die am Eingang anliegende Chipfolge ist.
- Die Chip-Rate muss bei BOC kein ganzzahliges Vielfaches der Grundfrequenz darstellen. So sind auch Verfahren wie BOC(15, 2,5), wo pro Periode der Grundfrequenz 2,5 Chips übertragen werden, möglich. Derzeit finden diese speziellen Codierungsverfahren in Praxis allerdings kaum Anwendung und sind noch Gegenstand entsprechender Forschungen.

## Anwendungen
Anwendung findet BOC bei digitalen Codemultiplexübertragungen, wie sie bei der Satellitennavigation der neueren Generation Einsatz findet. Erstmals für die auf Satelliten basierende Navigation wurde dieses Schema für das europäische System GALILEO spezifiziert. Dies wurde z. T. so für das amerikanische NAVSTAR übernommen. So verwenden die neuen Satelliten des GPS-Systems BOC-basierende Übertragungstechniken, in Kombination zu den älteren und bisher üblichen Übertragungstechniken mit C/A-Code bzw. P/Y-Code.

## Multiplexed Binary Offset Carrier
Verschiedene BOC-Verfahren lassen sich multiplexen, um eine weitere Umverteilung der Spektralensignalleistung zu erreichen. Für Galileo und das neuere GPS L1C Signal ist dabei eine Kombination eines BOC(1,1) und eines BOC(6,1) Signales im Gespräch. Dabei erhält das BOC(1,1) Signal 10/11 der gesamten Signalenergie mit folgender spektraler Leistungsdichte Φ:
{\displaystyle \Phi (f)={\frac {10}{11}}BOC(1,1)+{\frac {1}{11}}BOC(6,1)}
Für das L1C Signal ist hingegen ein Zeitmultiplexverfahren im Gespräch (TMBOC). Hierbei wird 30 Symbole lang bei voller Leistung das BOC(1,1) modulierte Signal, und 3 Symbole lang bei voller Leistung das BOC(6,1) modulierte Signal gesendet. Das Spektrum ist in beiden Fällen gleich. Werden lediglich kurze Symbolsequenzen analysiert, ist das Verhalten jedoch nicht identisch. Auch die technische Umsetzung zur Kodierung und Dekodierung ist unterschiedlich.
Der Vorteil des MBOC Verfahrens gegenüber dem herkömmlichen Verfahren ist einerseits eine gezielt mögliche spektrale Verformung, um Störungen durch andere Signale zu vermeiden, und andererseits die Selektierbarkeit der einzelnen Signalanteile. So kann z. B. bei Galileo ein Empfänger der nur BOC(1,1)-Signale unterstützt auch MBOC-Signale dekodieren.